# Cont-Bouchaud model market
1 lipca 1944 roku w Bretton Woods rozpoczęła się konferencja z udziałem przedstawicieli 44 państw, na której powstał Międzynarodowy Fundusz Walutowy i Bank Światowy. Ustalono także następujący parytet wymiany 25 USD = 1 uncja złota. Podjęto decyzję o zablokowaniu wymienialności walut i ustalaniu kursu każdej z nich odgórnie przez rządy państw według potrzeby, jednak o nie więcej niż 1 procent jednorazowo. W 1970 lub 1973 roku (w zależności od źródła pod naciskiem państw zrzeszonych w OPEC, Organizacja Państw Eksportujących Ropę Naftową z siedzibą w Wiedniu), a także Niemiec, gdzie w tym czasie gospodarka rozwijała się w szybkim tempie, podjęto decyzję o uwolnieniu kursów walut i tym samym zmniejszył się wpływ rządów poszczególnych państw na kursy walut. Przywrócono wymienialność walut. Dzięki temu możliwy był przepływ kapitału pomiędzy rynkami finansowymi poszczególnych państw. Nastąpił burzliwy, szybki rozwój rynków finansowych, ponieważ pojawiło się na nich wielu inwestorów dysponujących dużym kapitałem. Do symulacji giełd i rynków kapitałowych wykorzystuje się model Blacka-Scholsa oparty na geometrycznym ruchu Browna.
Wraz z rozwojem rynków finansowych stały się one przedmiotem badań naukowych, a na ich podstawie można było podzielić inwestorów na dwie grupy. Są to: inwestorzy fundamentalni, lokujący powierzony kapitał w kontrakty długoterminowe i budujący swoją strategie na dogłębnej analizie rynku, oraz inwestorzy z angielska zwani „białym szumem”, inwestujący w kontrakty krótkoterminowe, chcący w krótkim horyzoncie czasowym uzyskać jak największy procent od powierzonego im kapitału. Wyżej wymieniony model symuluje zachowanie się tych dwóch grup inwestorów na jednym rynku kapitałowym (np. Warsaw Stock Exchange – WSE). Model opracowany przez Ramę Cont i Jeana Bouchuad oparty jest o teorię grafu losowego (zaproponowaną przez Erdősa), gdzie w każdej chwili czasu (symulacja ma zadany horyzont czasowy podzielony zwykle na równe odcinki czasu) ma miejsce połączenie pomiędzy dwoma losowo (według zadanego rozkładu prawdopodobieństwa) wybranym inwestorami, dzięki czemu każdy z nich może sugerować się bądź nie preferencjami sąsiada. W każdej chwili czasu dany inwestor może wyrazić chęć kupna lub sprzedaży danego waloru, bądź też wstrzymać się od jakichkolwiek transakcji. W tym celu definiuje się niezależną zmienną losową {\displaystyle \varphi ,} która przyjmuje trzy wartości –1, 0 bądź 1. Oznaczają one odpowiednio: chęć sprzedaży, wstrzymanie od transakcji w danym okresie, chęć kupna. Zdarzenia te mają następujące prawdopodobieństwa wystąpienia: {\displaystyle P(\varphi =-1)=P(\varphi =1)=aP(\varphi =0)=1-2a,} gdzie {\displaystyle a<0{,}5} jest z góry zadanym parametrem. Natomiast zmianę ceny danego waloru przedstawia poniższa zależność: {\displaystyle \Delta X=X(t+1)-X(t)=(1/\lambda )\cdot \Sigma (\varphi (t)),} gdzie {\displaystyle \lambda } określa tzw. głębokość rynku, czyli liczbę inwestorów wyrażających w danej chwili taki sam zamiar, która pozwoli na zmianę ceny danego waloru i {\displaystyle t:0<t<T.} Prawdopodobieństwo zmiany ceny dobrze przybliża poniższy rozkład: {\displaystyle P(\Delta X)=C/(|\Delta X|^{(1+\mu )})\cdot e((-\Delta X)/X(0)),} gdzie: {\displaystyle C=p\cdot N,p\in (0,1)} z góry zadane prawdopodobieństwo {\displaystyle N} – liczba inwestorów {\displaystyle \mu } – pierwszy moment (wartość oczekiwana) z zadanego rozkładu. Gdy wariancja niezależnej zmiennej losowej {\displaystyle \varphi } istnieje i jest skończona, to tym rozkładem może być Pareto-Levy z parametrem {\displaystyle \alpha =1{,}2.}
Gudrun Eherstein (Instytut Fizyki Teoretycznej Uniwersytetu w Kolonii) zaproponował modyfikację wyżej wymienionego modelu polegającą na dodaniu do niego tzw. podatku Tobina, zaproponowanego przez amerykańskiego ekonomistę w latach 50. XX wieku. Podatek ten pobierany jest od kwoty każdej transakcji zawieranej na rynku kapitałowym. Ma on na celu wyeliminowanie inwestorów-spekulantów, którzy swoimi działaniami chcą szybko pomnożyć powierzony kapitał, bądź z sobie tylko znanego powodu zaniżyć lub zawyżyć wartość giełdową danej spółki, prowokując tym samym innych inwestorów do zbywania lub kupowania danego waloru (przejęcie spółki). Badania rynku wskazują, że podatek Tobina na poziomie 0,16% od kwoty transakcji skutecznie zmniejsza udział inwestorów „białego szumu” w rynkach kapitałowych, a przede wszystkim spłaszcza rozkłady gaussowskie gruboogonowe, które wskazują na wysokie wahania ceny danego waloru w krótkim horyzoncie czasowym.
Kolejna modyfikacja zaproponowana przez Dietricha Stauffera (Instytut Fizyki Teoretycznej Uniwersytetu w Kolonii) polega na manipulacji parametrem a, w taki sposób aby po zapaści rynku zwiększyć prawdopodobieństwo sprzedaży, aby spowodować trend zwyżkowy, a po zwyżce cen zwiększyć prawdopodobieństwo kupna, ażeby ten trend utrzymać.